# Gilles Silvestrini
 (avril 2013).
Si vous disposez d'ouvrages ou d'articles de référence ou si vous connaissez des sites web de qualité traitant du thème abordé ici, merci de compléter l'article en donnant les références utiles à sa vérifiabilité et en les liant à la section « Notes et références ».
Pour les articles homonymes, voir Silvestrini.
Gilles Silvestrini, né le 4 juin 1961 à Givet, est un compositeur de musique contemporaine et hautboïste français.

## Biographie
Gilles Silvestrini entreprend des études musicales au conservatoire à rayonnement régional de Reims tout en suivant des études générales dans la filière des classes à horaires aménagés musique. Il obtient en 1979 un bac F11 et un prix de hautbois. Admis au Conservatoire national supérieur de musique de Paris dans la classe de Pierre Pierlot, il est lauréat, en 1985 d'un premier prix de hautbois. Il étudie également la composition entre 1986 et 1988 à l'École normale de musique de Paris où il obtient un Premier prix de composition de musique de film. Admis premier hautbois solo en 1990 dans l'Orchestre symphonique français fondé par Laurent Petitgirard il réalise de nombreuses compositions sur commande de la formation jusqu'à sa dissolution en 1996. Il a été membre de la Casa de Velázquez de Madrid de 2002 à 2003 et en résidence à l’abbaye de la Prée entre 2002 et 2006. Il enseigne le hautbois au conservatoire Darius Milhaud dans le 14e arrondissement de Paris, ainsi qu'à Champigny-sur-Marne et Villeneuve-le-Roi. Sa musique est publiée aux éditions Delatour France.

## Œuvres
Gilles Silvestrini a reçu des commandes pour des pièces de musique de chambre de nombre d'institutions comme le Festival de Flaine, le Théâtre du Châtelet, la Bibliothèque nationale de France, Musique nouvelle en liberté, France Musique, etc. Ses Études (1997) font partie en 2014 des œuvres au programme du concours d'entrée dans la classe de hautbois du Conservatoire national supérieur de musique et de danse de Lyon. 
- 1986 : Sonate pour piano.
- 1987 : Aloë pour hautbois et orchestre ; création : Maurice Bourgue, orchestre du festival de Flaine, direction Étienne Collard.
- 1988 : De Profundis pour contralto solo, chœur mixte et orchestre ; création : Nathalie Stutzmann, orchestre et chœur du festival de Flaine, direction Laurent Petitgirard.
- 1988 : L'Eau qui dort, pour harpe.
- 1993 : Quatre antiennes à la sainte Vierge, pour chœur de femmes et orchestre ; création : orchestre symphonique français, chœur de Ville-d'Avray, direction James Paul.
- 1996 : Déchant pour trompette, cor, trombone et orchestre à cordes ; création : Pascal Clarhaut (trompette), Hervé Joulain (cor), Jacques Mauger (trombone), orchestre du festival de Flaine, direction Victor Costa.
- 1997 : Six études pour hautbois ; création : François Leleux et Jacques Tys[4]
- 1998 : Madrigal Æquor Calamorum pour deux hautbois, hautbois d'amour et cor anglais ; création : Jacques Tys, Antoine Lazennec, Sebastien Giot, Denis Roussel.
- 1999 : Quatre mélodies sur des poèmes de Guillaume Apollinaire ; création : Lionel Peintre (baryton), Vincent Leterme (piano).
- 1999 : Trio pour flûte, alto et harpe ; création Mathieu Dufour (flûte), Anna Lewis (alto), Marie-Pierre Langlamet (harpe).
- 2000 : Tiento en hommage à René Guillamot ; création : Jacques Tys, Jérôme Guichard, Anne Régnier, et Nora Cismondi (hautbois), Catherine Hérot, jean Claude Jaboulay (hautbois d'amour), Denis Roussel, Alexandre Gattet (cor anglais), Antoine Lazennec, Pascal Neuranter (hautbois baryton), direction : Maurice Bourgue.
- 2001 : Sans fin la clepsydre de jade ; création : Ensemble Télémaque.
- 2003 : Quintette pour clarinette et cordes ; création : Ensemble Ictus, Takashi Yamane (clarinette)
- 2006 : Horae volubiles pour hautbois seul ; création : Thomas Indermühle.
- 2006 : Trois études pour deux hautbois ; création : François Leleux, Jérôme Guichard.
- 2006 : 1881, fantaisie pour ensemble d'anches doubles (commande de la Maison Lorée).
- 2007 : Le Héraut de l'amour divin pour soprano, baryton et piano.
- 2008 : Concerto pour hautbois et orchestre à cordes ; création : François Leleux, Orchestre National de Montpellier, direction : David Walter.
- 2010 : Paysage avec Pâris et Œnone pour hautbois et orchestre de flûtes ; création : Gilles Silvestrini (hautbois), Orchestre de flûtes du Val-de-Marne, direction : Isabelle Krief.
- 2011 : Un murmure doux et léger pour orchestre symphonique ; création : Georgisches Kammerorchester Ingolstadt, direction François Leleux.
- 2012 : Cinq études russes pour hautbois seul ; création : classe de hautbois du CNSM de Lyon.
- 2013 : Cinq études pittoresques pour hautbois seul
- 2014 : Les Lusiades pour hautbois seul ; création : Clarisse Moreau, Congrès annuel de l’Association Française du Hautbois, Pau.
- 2015 : Kuda Kuda - None But the Lonely Heart, deux mélodies de P. I. Tchaikovsky arrangées et orchestrées pour flûte et cordes ;                               création : Jean Ferrandis flûte, Orchestre de chambre Saint Christophe de Vilnius, Théâtre des Champs-Elysées
- 2016 : Le Bassin d'Argenteuil, pour piano à quatre mains ; commande du duo Zofo
- 2017 : Quintette à vent, commande du Concours International de musique de chambre de Lyon

Autres interprètes de Gilles Silvestrini : Henri Demarquette, Jean Ferrandis, Michel Michalakakos, Jean-Marc Phillips-Varabédian, Gérard Poulet, Dominique de Williencourt, etc.